# Galileo (nome)
Galileo  è un nome proprio di persona italiano maschile.

## Varianti
- Femminili: Galilea[1][3][4]

### Varianti in altre lingue
- Catalano: Galileu[5]
- Francese: Galilée
- Islandese: Galíleó
- Latino: Galilaeus[1][4]
- Polacco: Galileusz
- Spagnolo: Galileo[5]

## Origine e diffusione

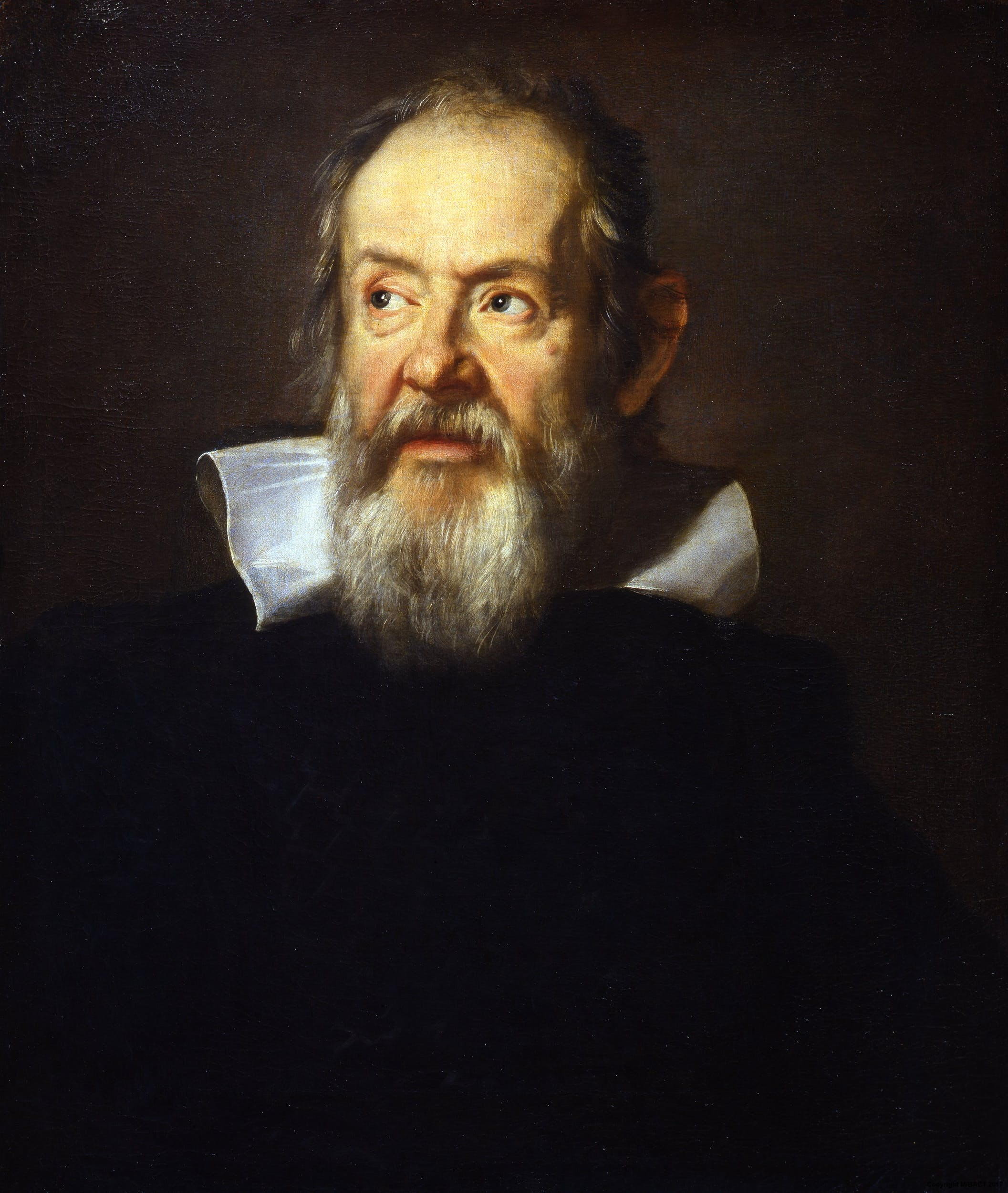
Galileo Galilei

Deriva dal greco γαλιλαίος (galilaios), un aggettivo che significa "proveniente dalla Galilea", "nativo della Galilea" (la quale trae il suo nome dall'ebraico Haggalil, "il distretto", "la provincia").
Cominciò ad essere usato originariamente per motivi religiosi, riprendendo l'appellativo di "galileo" col quale era chiamato Gesù Cristo che occorre anche nella Bibbia, Mt 26:69; in seguito si è diffuso anche grazie alla fama dello scienziato e filosofo Galileo Galilei, specialmente in ambienti anarchici e anticlericali, dove egli era visto come vittima dell'oppressione della Chiesa cattolica. Va notato che anche il cognome di Galileo Galilei deriva dal nome, essendo dovuto a un suo antenato chiamato Galileo Bonaiuti, medico fiorentino del Cinquecento.
In Italia, secondo dati pubblicati negli anni 1970, era attestato dal Nord fino all'Abruzzo, con maggior compattezza in Toscana.

## Onomastico
Il nome è adespota, ovvero è privo di santo patrono: l'onomastico può essere festeggiato il 1º novembre in occasione della festività di Ognissanti.

## Persone
- Galileo Beghi, politico italiano
- Galileo Bonaiuti, medico italiano

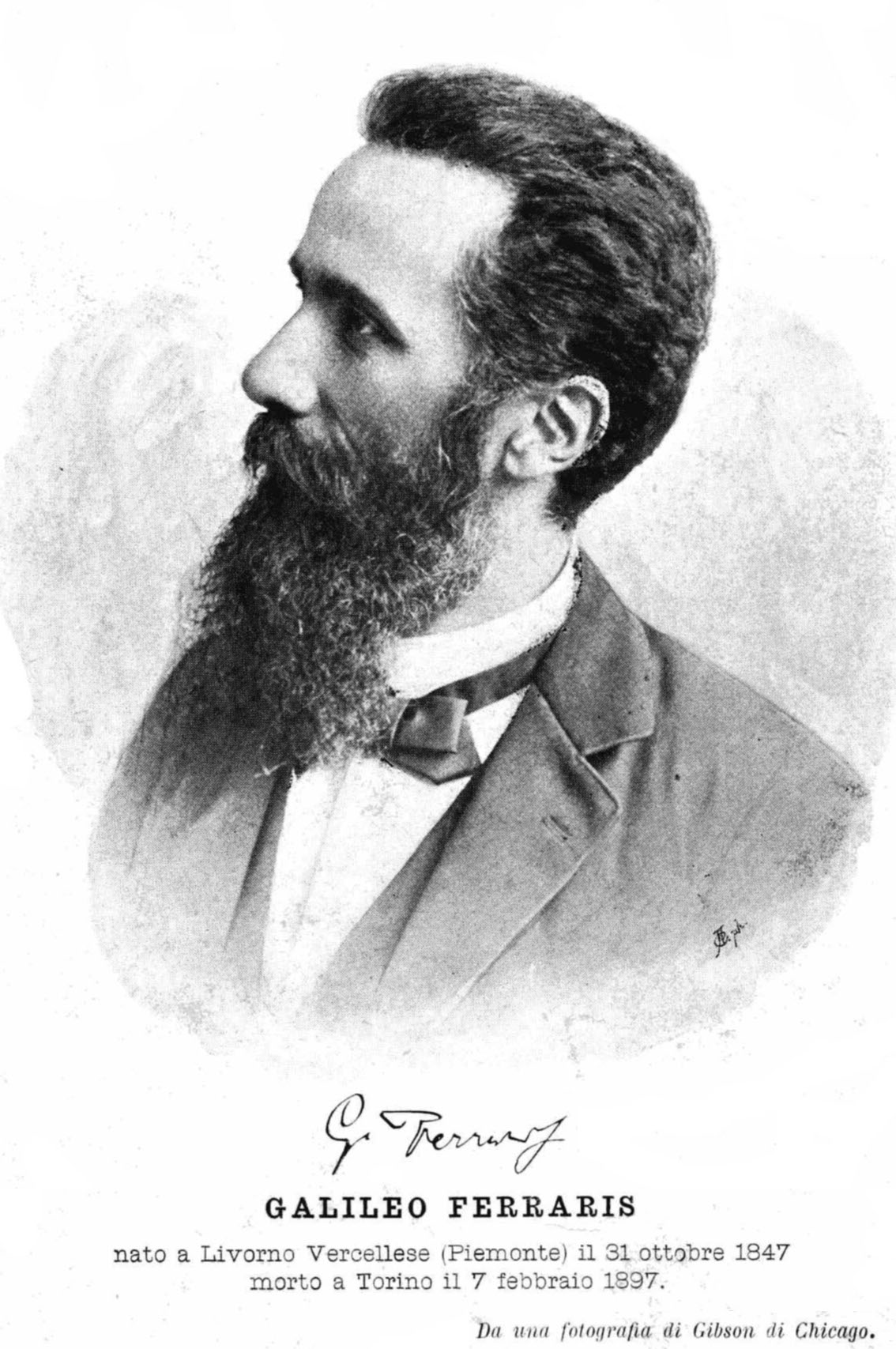
Galileo Ferraris

- Galileo Cattabriga, pittore italiano
- Galileo Cavallari Murat, pittore e scultore italiano
- Galileo Chini, pittore, decoratore, grafico e ceramista italiano
- Galileo Emendabili, scultore italiano
- Galileo Ferraris, ingegnere e scienziato italiano
- Galileo Galilei, fisico, astronomo, filosofo, matematico e accademico italiano
- Galileo Guidi, medico e politico italiano
- Galileo Pallotta, medico italiano

## Curiosità
- Galileo era il nome del primo mammifero maschio, nello specifico un toro, nato in Italia per clonazione[9][10].
- Galileo era un cavallo da corsa.